# Kassel Hauptbahnhof
Kassel Hauptbahnhof – stacja kolejowa w Kassel, w kraju związkowym Hesja, w Niemczech.